# Reprezentacija ZND-a u hokeju na ledu
Reprezentacija ZND-a u hokeju na ledu je predstavljala Zajednicu Neovisnih Država, ZND, u športu hokeju na ledu.
Sastavljena je za OI 1992., i samo tad je nastupala na Olimpijskim igrama.
Bila je sastavljena od igrača iz država bivšeg SSSR-a, bez igrača iz triju baltičkih republika.
Većina igrača ove postave je poslije bila igračima ruske izabrane momčadi.

## Uspjesi
- prvaci: 1992.